# Pompeia Plotina
Pompeia Plotina, född okänt år, död 121 eller 122, var en romersk kejsarinna, gift med kejsar Trajanus. Hon var politiskt aktiv.  

## Biografi
Plotina var dotter till Lucius Pompeius och Plotia, växte upp i Nemausus (Nîmes) och tillhörde en familj med mycket goda kontakter. Hon gifte sig med Trajanus innan han blev kejsare. Paret hade ett lyckligt förhållande men inga barn. 
Trajanus gav henne titeln kejsarinna år 100, men hon tog inte emot den förrän 105, och finns inte upptagen på mynten förrän år 112. Plotina uppmuntrade makens adoption av makens kusin, den blivande kejsar Hadrianus, och var mycket förtjust i sin adoptivson. 
Hon var känd för sitt intresse för filosofi, dygd, värdighet och enkelhet. Hon intresserade sig särskilt för den Epikureanska skolan i Aten. Hon var politiskt aktiv och införde en mer rättvist fördelad skattepolitik, förbättrade utbildningsväsendet, hjälpte de fattiga och ökade toleransen i samhället.   

## Eftermäle
Pompeia Plotina gudaförklarades vid sin död och ett tempel restes av Hadrianus till hennes ära i Nîmes.

## Galleri

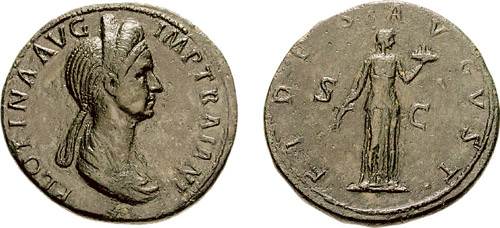
Pompeia Plotina.
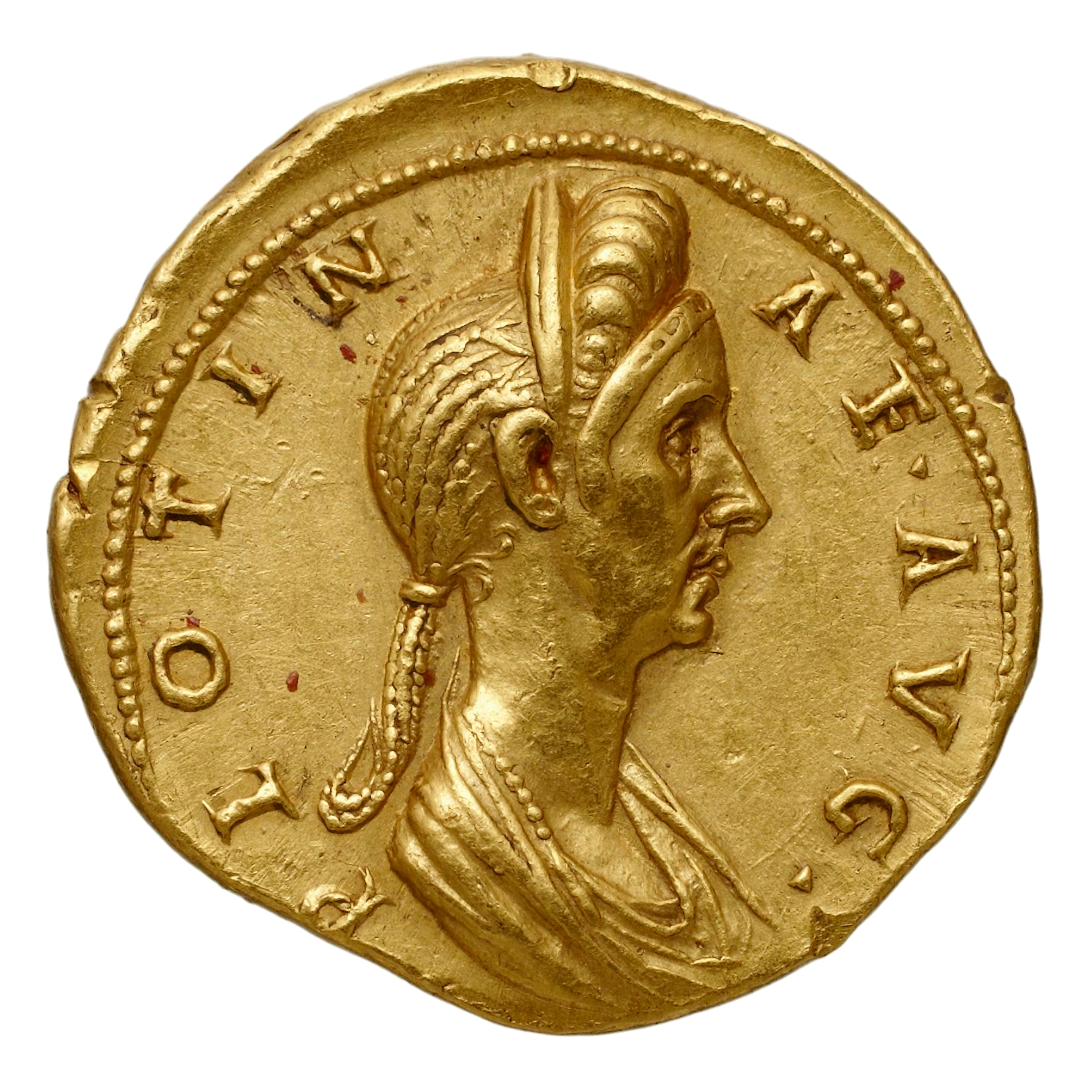
Hadrien aureus Gallica 14435 revers